# Stadhuis van Cluj-Napoca

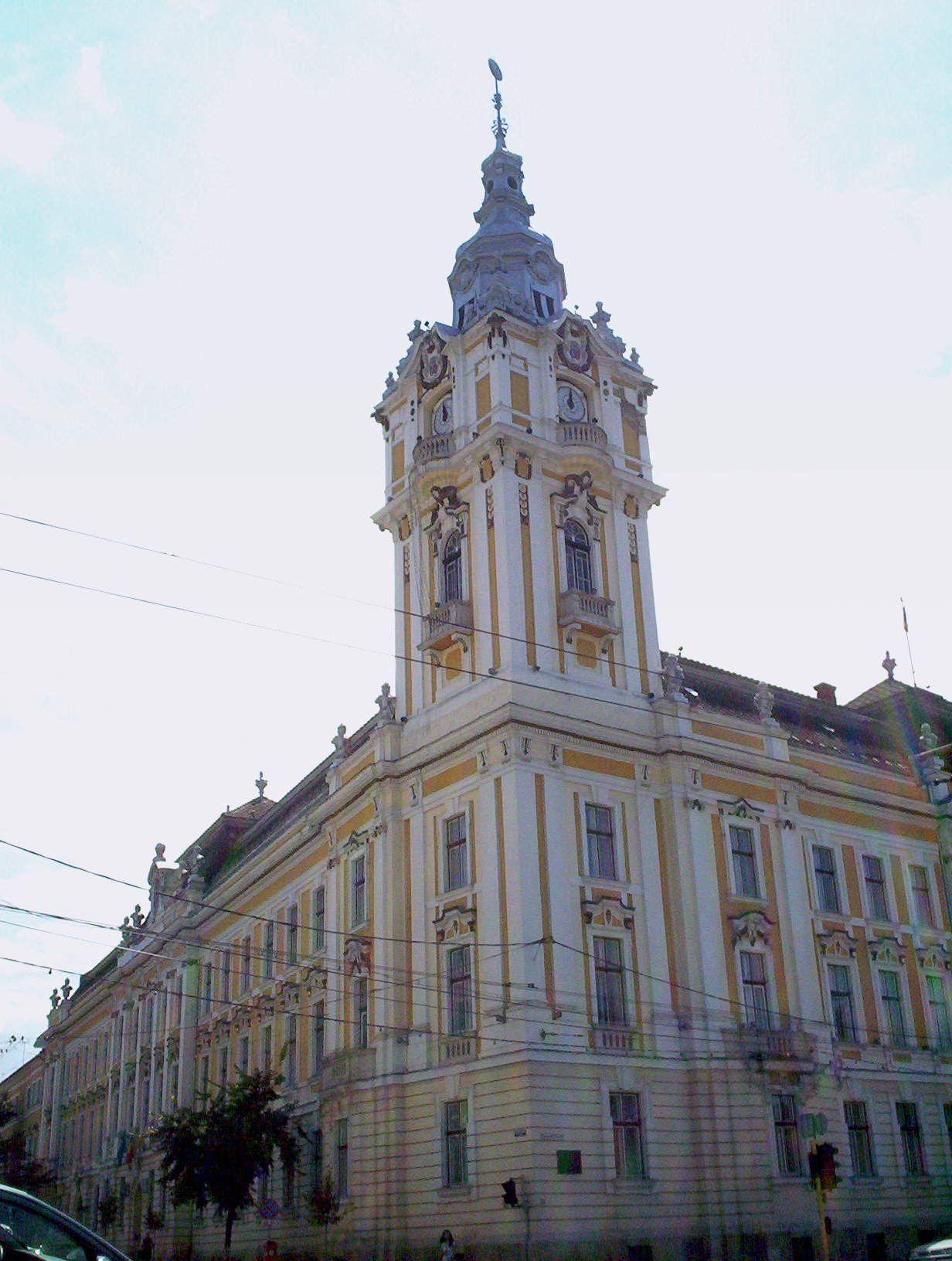
Klokkentoren van het stadhuis op de hoek van de Calea Moților met de Strada Petru Maior

Het stadhuis van Cluj-Napoca is de lokale bestuurszetel van de Roemeense stad Cluj-Napoca.

## Geschiedenis
Het gebouw werd eind 19e eeuw opgericht naar de plannen van architect Ignác Alpár en heeft een façade in Weense barokstijl en een klokkentoren in de hoek. Op deze toren was aanvankelijk het wapenschild van het comitaat Kolozs aangebracht, waarvan de stad in de Oostenrijks-Hongaarse tijd de hoofdplaats was. De bouw volgde het stedelijk ontwikkelingsplan uit 1798. Het gebouw had meerdere bestemmingen: het werd zowel een politiek, een administratief als een fiscaal centrum. Tegelijkertijd verwelkomden de grote zalen kunsttentoonstellingen en tegen de eeuwwisseling ook de stadsballen. 
Het stadhuis van Cluj is thans erkend als een historisch monument door het Roemeens ministerie van Cultuur en Nationaal Erfgoed.